# Corina Ssuschke-Voigt
Corina Ssuschke-Voigt (* 9. Mai 1983 in Karl-Marx-Stadt als Corina Ssuschke) ist eine deutsche Volleyball-Nationalspielerin.

## Karriere
Ssuschke begann ihre Laufbahn in ihrer Heimatstadt beim Chemnitzer PSV. Über den VCO Pirna kam sie 2001 zum Dresdner SC. Mit den Sachsen gewann sie 2002 den DVV-Pokal und 2007 die deutsche Meisterschaft. Bereits 2003 feierte sie ihr Debüt in der A-Nationalmannschaft. Nach ihren ersten Länderspielen wurde sie jedoch mehrere Jahre lang nicht mehr berücksichtigt. Erst unter dem neuen Bundestrainer Giovanni Guidetti durfte sie wieder in der DVV-Auswahl mitspielen und empfahl sich für den Kader der WM 2006 in Japan. Dort belegte die Mannschaft am Ende Platz elf. 2007 nahm sie an der Europameisterschaft in Belgien teil und belegte mit der Nationalmannschaft den sechsten Platz.

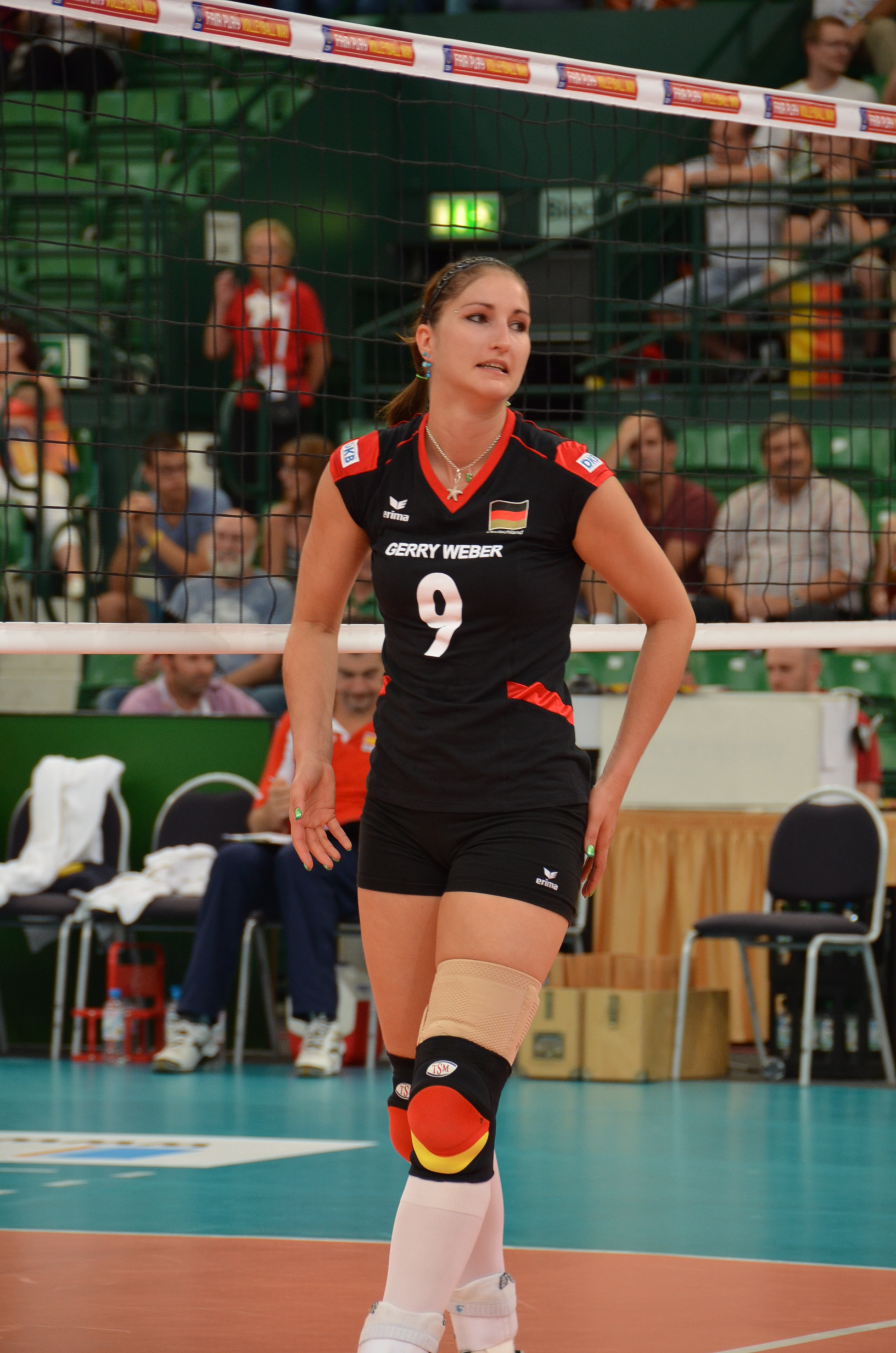
Bei der EM 2013

Von 2008 bis 2009 spielte Ssuschke in der ersten italienischen Liga bei Cesena, danach wechselte sie nach Tschechien zu VK Prostějov und wurde auf Anhieb tschechische Meisterin und Pokalsiegerin. 2011 gewann sie mit Prostějov erneut das nationale Double und zusätzlich den Titel der Mitteleuropäischen Volleyball-Liga (MEVZA). Mit der Nationalmannschaft wurde sie im Oktober 2011 Vize-Europameisterin. Danach spielte sie in Polen bei Trefl Sopot, wo sie 2012 zusammen mit ihrer Nationalmannschaftskollegin Margareta Kozuch polnische Meisterin wurde. 2012 wechselte sie nach Aserbaidschan zum Challenge-Cup-Sieger Lokomotiv Baku. 2013 gewann sie mit der Nationalmannschaft die Europaliga und wurde erneut Vize-Europameisterin. Danach wechselte sie für ein halbes Jahr zum französischen Meister RC Cannes. Im Januar 2014 kehrte Ssuschke-Voigt zurück zum Bundesligisten Dresdner SC und gewann erneut die deutsche Meisterschaft. Ein geplanter Wechsel zum Ligakonkurrenten Volleystars Thüringen zur Saison 2014/15 fiel wegen ihrer Schwangerschaft aus. Ab 2015 spielte Ssuschke-Voigt für den Bundesliga-Aufsteiger NawaRo Straubing, aufgrund von Differenzen mit der Vereinsführung verließ sie allerdings den Verein bereits während der laufenden Saison. 2016 schloss sie sich zunächst dem Zweitligisten VV Grimma und später dem Drittligisten CPSV Volleys Chemnitz an, mit dem sie die Meisterschaft der 3. Liga Ost gewann. Nach einer weiteren Babypause spielt Ssuschke-Voigt seit 2019 in der Sachsenliga beim SC Freital (bis 2020 Hainsberger SV), der 2022 als Sachsenmeister in die Regionalliga Ost aufstieg. Seit 2023 spielt sie auch für die Ü40-Nationalmannschaft und gewann zwei Weltmeistertitel. 2024 wurde sie dabei zusätzlich zur besten Spielerin des Turniers gewählt.

## Privates
Seit April 2015 ist Ssuschke-Voigt Mutter eines Sohnes und seit 2018 einer Tochter.